# Augusto Vargas Alzamora
Augusto Vargas Alzamora S.J., perujski rimskokatoliški duhovnik, škof in kardinal, * 9. november 1922, Lima, Peru, † 4. september 2000, Lima, Peru.

## Življenjepis
15. julija 1955 je prejel duhovniško posvečenje.
8. junija 1978 je bil imenovan za apostolskega vikarja San Francisco Javierja in za naslovnega škofa Cissija; 15. avgusta istega leta je prejel škofovsko posvečenje. 23. avgusta 1985 je odstopil s položaja apostolskega vikarja.
30. decembra 1989 je postal nadškof Lime.
26. novembra 1994 je bil povzdignjen v kardinala in imenovan za kardinal-duhovnika S. Roberto Bellarmino.
9. januarja 1999 se je upokojil.